# Phyllocladus
Phyllocladus — рід хвойних рослин родини подокарпових. Рослини цього роду були виявлені у Новій Зеландії, Тасманії і малезії в південній півкулі, хоча P. hypophyllus росте у Філіппінах, трохи на північ від екватора. Phyllocladus досить морфологічно відрізняється від інших родів подокарпових, і деякі ботаніки, віднесли цей рід у власну родину, Phyllocladaceae. Тим не менш, молекулярний філогенетичний аналіз показав, що Phyllocladus це сестринський вид до Podocarpus.

## Морфологія
Дерева до 30 м заввишки, однодомні але одностатеві, широко поширені. Кора гладка, темно-коричневого або чорного кольору, червона або жовта і волокниста всередині, лущиться на великі тонкі пластини. Корона рясно розгалужена.